# Демид Владимирович (князь пинский)
Демид Владимирович (ум. после 1292) — князь пинский из династии Изяславичей.

## Биография
Средний из трёх сыновей князя пинского Владимира. В 1262 году вместе со братьями Фёдором и Юрием поздравил галицко-волынского князя Василько Романовича с одержанной им победой над литовцами у города Небля. Упоминается, что Демид оплакивал своего брата Юрия, а значит умер после его смерти в 1292 году (по мнению Грушевского, в 1288/1289 году).